# Теодора Дука
Теодора Дукина (Θεοδώρα Δούκαινα, Είρήνης μοναχής της παντίμου) била византијска племкиња с краја 11 века, почетком 12. века, сестра царице Ирине Дука.
Теодора Дукина је најмлађа ћерка Андроника Дуке и Марије. Теодорин отац је био братанац цара Константина X, а њена мајка Марија унука бугарског цара Јована Владислава. Године 1078 њена сестра Ирена била је удата за Алексија Комнина, који је тако добио подршку породице Дука у борби за престо након абдикације цара Нићифора III Вотанијата.
Теодора је од рођења била припремљена за монашки живот и примила је монаштво под именом Ирина. У поменику типику манастира „Пантократор“, као и манастира „Кехаритомен“ и „Христос Човекољубац“, Теодора се помиње као монахиња са епитетом преподобна ( παντιμου, пантимос ). Монашки печати из 11. века, на којима су племените жене означене истим епитетом , сугеришу да је дефиниција преподобне, којом је Теодора именована у три споменика, коришћена за разликовање монахиња аристократског порекла.
Тачна година смрти Теодоре Дукине није позната. У типосу манастира „Кехаритомен“ као датум њеног упокојења забележен је 20. фебруар. и у такозваном „Споменику сродника царице Ирине“, постављеном у типику „Христа Човекољубца“, назначен је датум 21. фебруар. Ово неслагање једног дана у два извора неки објашњавају могућношћу да је Теодора - Ирина умрла у ноћи 20. на 21. фебруар.